# Smurf-Angriff
Als Smurf-Angriff bezeichnet man eine besondere Art eines Denial-of-Service-Angriffs auf ein Computersystem oder -netzwerk.
Dabei sendet ein Angreifer Ping-Pakete (ICMP-Pakete des Typs Echo Request) an die gerichtete (directed) Broadcast-Adresse eines Netzwerks. Als Absender wird in diese ICMP-Pakete die Adresse des anzugreifenden Computers eingetragen. Im Zielnetz leitet der Router die Broadcast-Anfrage an alle Geräte im lokalen Netz weiter. Das hat zur Folge, dass alle angeschlossenen Computer dem Opfer auf die vermeintliche Anfrage antworten. Je nach Anzahl der Clients kann der Angreifer auf diese Art mit nur einem ICMP-Paket eine hohe Anzahl von Antworten an das Opfer erzeugen. Durch die Verstärkung kann ein Angreifer seine zur Verfügung stehende Bandbreite vervielfacht auf das Opfer richten. Dadurch wird letztlich die Internetverbindung oder das Betriebssystem des Opfers überlastet.
Rechnernetze, die gerichtete Broadcast-Anfragen aus dem Internet lokal weiterleiten und dadurch einen Smurf-Angriff ermöglichen, werden in diesem Zusammenhang Smurf-Amplifier genannt. Das Opfer sieht bei einem Smurf-Angriff nur die IP-Adressen der Amplifier, nicht die des eigentlichen Angreifers. Heutzutage finden sich kaum noch Smurf-Amplifier, da Hosts in der Standardkonfiguration nicht mehr auf Broadcast-Pings antworten und Router Pakete nicht weiterleiten, die an eine Broadcast-Adresse gerichtet sind.
Der Name Smurf geht auf die Datei „smurf.c“ zurück, die von Dan Moschuk „TFreak“ 1997 veröffentlicht wurde. Smurf ist das englische Wort für Schlumpf. Der Name transportiert die Idee von kleinen, aber sehr zahlreichen Angreifern, die einen viel größeren Gegner überwältigen.